# Associazione Calcio Reggiana 1919 2013-2014
Questa voce raccoglie le informazioni riguardanti l'Associazione Calcio Reggiana 1919 nelle competizioni ufficiali della stagione 2013-2014.

## Stagione
La nuova Reggiana si raduna il 15 luglio 2013 a Reggio Emilia agli ordini del nuovo mister Pier Francesco Battistini. Dopo i test atletici, le visite mediche e il primo allenamento pomeridiano effettuato al vecchio stadio Mirabello (dove si allenerà per tutto l'anno) la squadra si trasferisce a Castelnovo ne' Monti, sede del ritiro, dove rimane fino al 2 agosto.
Il 5 agosto viene inserita nel girone F di Coppa Italia di Lega Pro con Forlì e Rimini e il 9 agosto viene inserita nel girone A di Prima Divisione dove debutterà il 1º settembre al Druso di Bolzano contro il Südtirol.
La prima partita ufficiale della nuova stagione va in scena il 18 agosto e vede i granata uscire sconfitti per 2-1 contro il Forlì nel primo turno di Coppa Italia di Lega Pro.
Il 21 agosto vince il 1º trofeo Città del Tricolore battendo ai calci di rigore il Sydney FC di Alessandro Del Piero, dopo aver pareggiato per 2-2 nei tempi regolamentari.
Nella 2ª giornata del girone di Coppa Italia di Lega Pro, disputata a Reggio Emilia il 25 agosto, la Reggiana batte per 2-1 il Rimini grazie a un gol dal dischetto nei minuti di recupero di Beppe Alessi.
I granata si classificano così al secondo posto nel girone F e passano al secondo turno come una delle 7 migliori seconde.
Il 2 ottobre viene sconfitta 3-0 dal Pisa ed è quindi estromessa dalla competizione fermandosi al secondo turno, il primo a eliminazione diretta.
Il 10 febbraio 2014 Pier Francesco Battistini viene sollevato dall'incarico di allenatore della prima squadra che viene affidato due giorni dopo a Marcello Montanari già collaboratore tecnico della Reggiana negli anni passati.
I granata chiudono la stagione il 4 maggio al dodicesimo posto senza quindi accedere ai play-off promozione.

## Divise e sponsor
| Prima divisa | Seconda divisa | Terza divisa |

## Rosa
| N. |                      | Ruolo | Calciatore            |
| -- | -------------------- | ----- | --------------------- |
|    | Italia (bandiera)    | P     | Niccolò Bellucci      |
|    | Italia (bandiera)    | P     | Daniel Leone          |
|    | Rep. Ceca (bandiera) | P     | Lukáš Zima            |
|    | Italia (bandiera)    | D     | Ramzi Aya             |
|    | Italia (bandiera)    | D     | Andrea Bandini        |
|    | Italia (bandiera)    | D     | Filippo Capitanio     |
|    | Italia (bandiera)    | D     | Alberto Cossentino    |
|    | Italia (bandiera)    | D     | Daniele Magliocchetti |
|    | Italia (bandiera)    | D     | Federico Scappi       |
|    | Italia (bandiera)    | D     | Marcello Possenti     |
|    | Italia (bandiera)    | D     | Matteo Solini         |
|    | Italia (bandiera)    | D     | Paolo Dametto         |
|    | Italia (bandiera)    | D     | Marco Piccinelli      |
|    | Italia (bandiera)    | D     | Roberto De Giosa      |
|    | Italia (bandiera)    | D     | Andrea Zanchi         |
|    | Italia (bandiera)    | C     | Giuseppe Alessi       |

| N. |                    | Ruolo | Calciatore                |
| -- | ------------------ | ----- | ------------------------- |
|    | Italia (bandiera)  | C     | Filippo Antonelli Agomeri |
|    | Italia (bandiera)  | C     | Matteo Arati              |
|    | Italia (bandiera)  | C     | Nicolas Bovi              |
|    | Italia (bandiera)  | C     | Michele Cavion            |
|    | Italia (bandiera)  | C     | Andrea Parola             |
|    | Italia (bandiera)  | C     | Filippo Fondi             |
|    | Italia (bandiera)  | C     | Francesco Rampi           |
|    | Brasile (bandiera) | C     | André Viapiana            |
|    | Italia (bandiera)  | C     | Paolo Zanetti             |
|    | Italia (bandiera)  | A     | Valerio Anastasi          |
|    | Italia (bandiera)  | A     | Matteo Brunori            |
|    | Italia (bandiera)  | A     | Pasquale Scielzo          |
|    | Italia (bandiera)  | A     | Davide Cais               |
|    | Italia (bandiera)  | A     | Francesco Ruopolo         |
|    | Italia (bandiera)  | A     | Elio De Silvestro         |

## Organigramma societario
Area direttiva
- Presidente: Alessandro Barilli
- Vice Presidente: Sisto Fontanili
- Direttore sportivo: Massimo Ienca
- Segreteria Generale: Monica Torreggiani
- Responsabile Sviluppo e Comunicazione: Matteo Iori
- Responsabile Scouting e Osservatori: Rino D'Agnelli
- Responsabile Sanitario: Franco Taglia

Area Tecnica
- Allenatore: Pier Francesco Battistini, dal 10 febbraio 2014 Marcello Montanari
- Allenatore in seconda: Mathew Olorunleke
- Preparatore atletico: Alessandro Scaia
- Allenatore dei portieri: Andrea Rossi
- Massaggiatore: Gianfranco Mastini
- Magazziniere: Gabriele Fiorani
- Segretaria: Barbara Caramaschi

Settore Giovanile
- Responsabile Tecnico: Fausto Vezzani
- Vice responsabile tecnico: Andrea Menozzi
- Segretario: William Pinetti
- Responsabile allenatore dei portieri: Daniele Fontana
- Responsabile sanitario: Massimiliano Manzotti

## Calciomercato

### Sessione estiva(dall'1/7 al 2/9)
| Acquisti | Acquisti          | Acquisti    | Acquisti          |
| R.       | Nome              | da          | Modalità          |
| -------- | ----------------- | ----------- | ----------------- |
| C        | Michele Cavion    | Juventus    | Prestito          |
| P        | Daniel Leone      | Reggina     | Prestito          |
| D        | Andrea Bandini    | Bologna     | Prestito          |
| C        | Francesco Rampi   | Foligno     | Definitivo        |
| D        | Matteo Solini     | Chievo      | Prestito          |
| A        | Valerio Anastasi  | Chievo      | Compartecipazione |
| D        | Federico Scappi   | Chievo      | Prestito          |
| D        | Filippo Capitanio | Cesena      | Prestito          |
| A        | Thomas Bonandi    | Sammaurese  | Definitivo        |
| A        | Pasquale Scielzo  | Napoli      | Definitivo        |
| D        | Marcello Possenti | Atalanta    | Compartecipazione |
| A        | Matteo Brunori    |             | Definitivo        |
| D        | Paolo Dametto     | Parma       | Prestito          |
| D        | Marco Piccinelli  | Sansepolcro | Definitivo        |
| A        | Davide Cais       | Atalanta    | Prestito          |
| A        | Francesco Ruopolo |             | Definitivo        |
| A        | Elio De Silvestro | Juventus    | Prestito          |

| Cessioni | Cessioni               | Cessioni     | Cessioni                      |
| R.       | Nome                   | a            | Modalità                      |
| -------- | ---------------------- | ------------ | ----------------------------- |
| A        | Vincenzo Ferrara       | Sassuolo     | Risoluzione compartecipazione |
| C        | Mattia Sprocati        | Parma        | Fine prestito                 |
| D        | Mattia Bani            | Pro Vercelli | Compartecipazione             |
| D        | Federico Scappi        | Chievo       | Compartecipazione             |
| A        | Francesco Marcheggiani |              | Svincolato                    |
| A        | Thomas Bonandi         |              | Rescissione consensuale       |
| A        | Antonino Bonvissuto    |              | Svincolato                    |
| A        | Paolo Rossi            |              | Svincolato                    |
| P        | Luca Tomasig           |              | Svincolato                    |
| D        | Benedetto Iraci        |              | Svincolato                    |
| D        | Massimiliano Mei       |              | Svincolato                    |
| C        | Davide Matteini        |              | Svincolato                    |
| D        | Danilo Zini            | Correggese   | Definitivo                    |
| D        | Erik Panizzi           | SPAL         | Compartecipazione             |
| C        | Francesco Ardizzone    | Pro Vercelli | Compartecipazione             |

### Sessione invernale(dal 03/01 al 31/01)
| Acquisti         | Acquisti         | Acquisti | Acquisti   |
| R.               | Nome             | da       | Modalità   |
| ---------------- | ---------------- | -------- | ---------- |
| D                | Roberto De Giosa | Latina   | Definitivo |
| P                | Lukas Zima       | Genoa    | Prestito   |
| C                | Filippo Fondi    | Chievo   | Prestito   |
| D                | Andrea Zanchi    | Perugia  | Prestito   |
| Altre operazioni |                  |          |            |
| A                | Nango Ba         | Genoa    | Definitivo |
| C                | Mattia Basso     | Genoa    | Definitivo |
| A                | Rabah Berkane    | Genoa    | Definitivo |

| Cessioni         | Cessioni              | Cessioni     | Cessioni      |
| R.               | Nome                  | a            | Modalità      |
| ---------------- | --------------------- | ------------ | ------------- |
| P                | Daniel Leone          | Reggina      | Fine Prestito |
| A                | Pasquale Scielzo      | Darfo Boario | Prestito      |
| C                | Matteo Arati          | Bassano      | Prestito      |
| D                | Ramzi Aya             | Rimini       | Definitivo    |
| D                | Alberto Cossentino    | Torres       | Prestito      |
| D                | Daniele Magliocchetti | Ascoli       | Definitivo    |
| D                | Filippo Capitanio     | Cesena       | Fine Prestito |
| Altre operazioni |                       |              |               |
| D                | Giangiacomo Magnani   | Padova       | Prestito      |
| P                | Enes Azizi            | Reggina      | Definitivo    |
| C                | Aimen Bouhali         | Genoa        | Prestito      |

## Risultati

### Lega Pro Prima Divisione

#### Girone di andata
| Arbitro: | Mangialardi (Pistoia) |

|                 |           |              |
| Bassoli (R) 84’ | Marcatori | 44’ Anastasi |

| Arbitro: | Baldicchi (Città di Castello) |

|                          |           |  |
| Zanetti 72’ Viapiana 90’ | Marcatori |  |

| Arbitro: | Pezzuto (Lecce) |

|                |           |                            |
| Alessi (R) 39’ | Marcatori | 31’ G. Greco 36’ E. Marchi |

| Arbitro: | Abisso (Palermo) |

|  |           |                               |
|  | Marcatori | 17’ De Silvestro 71’ Viapiana |

| Arbitro: | Marini (Roma) |

|            |           |                             |
| Solini 15’ | Marcatori | 4’ Armellino 59’ Abbruscato |

| Arbitro: | Baroni (Firenze) |

|  |           |                  |
|  | Marcatori | 62’ De Silvestro |

| Arbitro: | Ros (Pordenone) |

|                         |           |                               |
| Cavion 72’ Anastasi 90’ | Marcatori | 50’ Girasole 83’, 87’ Pesenti |

| Arbitro: | Colarossi (Roma 2) |

|                             |           |              |
| Fr. Virdis 41’ Cesarini 86’ | Marcatori | 47’ Viapiana |

| Arbitro: | Serra (Torino) |

|                      |           |                  |
| Cori 61’ Bocalon 90’ | Marcatori | 18’ De Silvestro |

| Arbitro: | Morreale (Roma) |

|  |           |                         |
|  | Marcatori | 80’ Guerra 86’ M. Russo |

| Arbitro: | Pelagatti (Arezzo) |

|                |           |                  |
| E. Defendi 62’ | Marcatori | 25’ De Silvestro |

| Arbitro: | Aversano (Treviso) |

|                        |           |                                      |
| Alessi 50’ Ruopolo 77’ | Marcatori | 45’ (aut.) Cossentino 62’ M. Belotti |

| Arbitro: | Ripa (Nocera Inferiore) |

|  |           |          |
|  | Marcatori | 9’ Rampi |

| Arbitro: | Baroni (Firenze) |

|                   |           |  |
| Anastasi 57’, 66’ | Marcatori |  |

| Arbitro: | Rocca (Vibo Valentia) |

|                  |           |  |
| Miracoli 8’, 27’ | Marcatori |  |

#### Girone di ritorno
| Arbitro: | Sacchi (Macerata) |

|              |           |                        |
| Anastasi 65’ | Marcatori | 60’ Branca 62’ Corazza |

| Arbitro: | Martinelli (Roma) |

|                         |           |                         |
| Crocetti 5’ Gavilan 14’ | Marcatori | 37’ Viapiana 79’ Alessi |

| Arbitro: | Alessandro (Verona) |

|               |           |  |
| Ardizzone 57’ | Marcatori |  |

| Arbitro: | D'Angelo (Ascoli Piceno) |

|            |           |  |
| Cais 90+2’ | Marcatori |  |

| Arbitro: | Abisso (Palermo) |

|                                  |           |  |
| A. Brighenti 54’ Della Rocca 82’ | Marcatori |  |

| Arbitro: | Albertini (San Benedetto del Tronto) |

|  |           |                 |
|  | Marcatori | 33’ M. Serafini |

| Arbitro: | Oliveri (Palermo) |

|           |           |  |
| Cisse 65’ | Marcatori |  |

| Arbitro: | Cifelli (Campobasso) |

|  |           |                  |
|  | Marcatori | 26’ G. Maccarone |

| Arbitro: | Pagliardini (Arezzo) |

|            |           |  |
| Alessi 62’ | Marcatori |  |

| Arbitro: | Sacchi (Macerata) |

|               |           |  |
| Ricchiuti 57’ | Marcatori |  |

| Arbitro: | Mangialardi (Pistoia) |

|                               |           |  |
| Alessi 5’ (rig.) Anastasi 71’ | Marcatori |  |

| Arbitro: | Giua (Pisa) |

|  |           |                    |
|  | Marcatori | 45+2’ De Silvestro |

| Arbitro: | Casaluci (Lecce) |

|                                |           |                          |
| Alessi 10’ (rig.) Anastasi 58’ | Marcatori | 20’ Speziale 69’ Carraro |

| Arbitro: | Balice (Termoli) |

|                                           |           |                               |
| Tiribocchi 8’ G. Tulli 13’ Giacomelli 47’ | Marcatori | 16’ De Giosa 67’(rig.) Alessi |

| Arbitro: | Cangiano (Napoli) |

|  |           |              |
|  | Marcatori | 56’ Miracoli |

### Coppa Italia Lega Pro

#### Fase a Gironi
| Arbitro: | Vesprini (Macerata) |

|                           |           |                       |
| Gerolino 73’ Patrascu 88’ | Marcatori | 72’ Antonelli Agomeri |

| Arbitro: | Ros (Pordenone) |

|                               |           |              |
| Brunori 65’ Alessi 94’ (rig.) | Marcatori | 88’ Baldazzi |

#### Fase Finale
| Arbitro: | Serra (Torino) |

|                           |           |  |
| Forte 4’ Bollino 73’, 81’ | Marcatori |  |

## Classifica finale
|  |     | Lega Pro Prima Divisione girone A 2013-2014 | Pt | G  | V | N | P  | GF | GS | DR |
|  | --- | ------------------------------------------- | -- | -- | - | - | -- | -- | -- | -- |
|  | 12. | Reggiana                                    | 32 | 30 | 9 | 6 | 15 | 30 | 36 | -6 |

## Statistiche

### Statistiche di squadra
| Competizione          | Punti | In casa | In casa | In casa | In casa | In casa | In casa | In trasferta | In trasferta | In trasferta | In trasferta | In trasferta | In trasferta | Totale | Totale | Totale | Totale | Totale | Totale | DR |
| Competizione          | Punti | G       | V       | N       | P       | Gf      | Gs      | G            | V            | N            | P            | Gf           | Gs           | G      | V      | N      | P      | Gf     | Gs     | DR |
| --------------------- | ----- | ------- | ------- | ------- | ------- | ------- | ------- | ------------ | ------------ | ------------ | ------------ | ------------ | ------------ | ------ | ------ | ------ | ------ | ------ | ------ | -- |
| Prima Divisione       | 32    | 15      | 5       | 2       | 8       | 17      | 18      | 15           | 4            | 3            | 8            | 13           | 18           | 30     | 9      | 5      | 16     | 30     | 36     | -6 |
| Coppa Italia Lega Pro | -     | 1       | 1       | 0       | 0       | 2       | 1       | 2            | 0            | 0            | 2            | 1            | 5            | 3      | 1      | 0      | 2      | 3      | 6      | -3 |
| Totale                | -     | 16      | 6       | 2       | 8       | 19      | 19      | 17           | 4            | 3            | 10           | 14           | 23           | 33     | 10     | 5      | 18     | 33     | 42     | -9 |

### Andamento in campionato
| Giornata  | 1 | 2 | 3 | 4 | 5 | 6 | 7 | 8 | 9  | 10 | 11 | 12 | 13 | 14 | 15 | 16 | 17 | 18 | 19 | 20 | 21 | 22 | 23 | 24 | 25 | 26 | 27 | 28 | 29 | 30 |
| --------- | - | - | - | - | - | - | - | - | -- | -- | -- | -- | -- | -- | -- | -- | -- | -- | -- | -- | -- | -- | -- | -- | -- | -- | -- | -- | -- | -- |
| Luogo     | T | C | C | T | C | T | C | T | T  | C  | T  | C  | T  | C  | T  | C  | T  | T  | C  | T  | C  | T  | C  | C  | T  | C  | T  | C  | T  | C  |
| Risultato | N | V | P | V | P | V | P | P | P  | P  | N  | N  | V  | V  | P  | P  | N  | P  | V  | P  | P  | P  | P  | V  | P  | V  | V  | N  | P  | P  |
| Posizione | 8 | 5 | 7 | 4 | 7 | 4 | 7 | 9 | 11 | 12 | 12 | 11 | 10 | 9  | 11 | 11 | 11 | 12 | 12 | 12 | 12 | 13 | 14 | 12 | 13 | 12 | 11 | 12 | 12 | 12 |

Fonte:  Lega Pro Prima Divisione - Statistiche, su lega-pro.com, Lega Pro.
Legenda:

Luogo: C = Casa; T = Trasferta. Risultato: V = Vittoria; N = Pareggio; P = Sconfitta.

### Statistiche dei giocatori
| Giocatore        | Prima Divisione | Prima Divisione | Prima Divisione | Prima Divisione | Coppa Italia Lega Pro | Coppa Italia Lega Pro | Coppa Italia Lega Pro | Coppa Italia Lega Pro | Totale   | Totale | Totale      | Totale     |
| Giocatore        | Presenze        | Reti            | Ammonizioni     | Espulsioni      | Presenze              | Reti                  | Ammonizioni           | Espulsioni            | Presenze | Reti   | Ammonizioni | Espulsioni |
| ---------------- | --------------- | --------------- | --------------- | --------------- | --------------------- | --------------------- | --------------------- | --------------------- | -------- | ------ | ----------- | ---------- |
| G. Alessi        | 26              | 6               | 5               | 1               | 2                     | 1                     | 0                     | 0                     | 28       | 7      | 5           | 1          |
| V. Anastasi      | 29              | 7               | 1               | 0               | 2                     | 0                     | 0                     | 0                     | 31       | 7      | 1           | 0          |
| F. Antonelli     | 8               | 0               | 0               | 0               | 3                     | 1                     | 0                     | 0                     | 11       | 1      | 0           | 0          |
| M. Arati         | 1               | 0               | 0               | 0               | -                     | -                     | -                     | -                     | 1        | 0      | 0           | 0          |
| R. Aya           | -               | -               | -               | -               | -                     | -                     | -                     | -                     | -        | -      | -           | -          |
| A. Bandini       | 18              | 0               | 6               | 1               | 1                     | 0                     | 0                     | 0                     | 19       | 0      | 6           | 1          |
| N. Bellucci      | 23              | -26             | 0               | 1               | 1                     | -2                    | 0                     | 0                     | 24       | -28    | 0           | 1          |
| N. Bovi          | 3               | 0               | 0               | 0               | -                     | -                     | -                     | -                     | 3        | 0      | 0           | 0          |
| M. Brunori       | 9               | 0               | 2               | 0               | 2                     | 1                     | 1                     | 0                     | 11       | 1      | 3           | 0          |
| D. Cais          | 13              | 1               | 0               | 0               | 2                     | 0                     | 0                     | 0                     | 15       | 1      | 0           | 0          |
| F. Capitanio     | 1               | 0               | 0               | 0               | 2                     | 0                     | 0                     | 0                     | 3        | 0      | 0           | 0          |
| M. Cavion        | 27              | 1               | 5               | 0               | 3                     | 0                     | 0                     | 0                     | 30       | 1      | 5           | 0          |
| A. Cossentino    | 8               | 0               | 4               | 0               | 2                     | 0                     | 0                     | 1                     | 10       | 0      | 4           | 1          |
| P. Dametto       | 25              | 0               | 5               | 0               | 2                     | 0                     | 0                     | 0                     | 27       | 0      | 5           | 0          |
| E. De Silvestro  | 27              | 5               | 3               | 0               | -                     | -                     | -                     | -                     | 27       | 5      | 3           | 0          |
| R. De Giosa      | 12              | 1               | 8               | 0               | -                     | -                     | -                     | -                     | 12       | 1      | 8           | 0          |
| F. Fondi         | 8               | 0               | 2               | 0               | -                     | -                     | -                     | -                     | 8        | 0      | 2           | 0          |
| D. Leone         | 2               | -2              | 0               | 0               | 2                     | -4                    | 0                     | 0                     | 4        | -6     | 0           | 0          |
| D. Magliocchetti | -               | -               | -               | -               | -                     | -                     | -                     | -                     | -        | -      | -           | -          |
| A. Parola        | 25              | 0               | 11              | 1               | 3                     | 0                     | 0                     | 0                     | 28       | 0      | 11          | 1          |
| M. Piccinelli    | 13              | 0               | 1               | 1               | 3                     | 0                     | 0                     | 0                     | 16       | 0      | 1           | 1          |
| M. Possenti      | 23              | 0               | 4               | 0               | 1                     | 0                     | 2                     | 1                     | 24       | 0      | 6           | 1          |
| F. Rampi         | 22              | 1               | 4               | 0               | 3                     | 0                     | 0                     | 0                     | 25       | 1      | 4           | 0          |
| F. Ruopolo       | 18              | 1               | 2               | 0               | -                     | -                     | -                     | -                     | 18       | 1      | 2           | 0          |
| F. Scappi        | -               | -               | -               | -               | -                     | -                     | -                     | -                     | -        | -      | -           | -          |
| P. Scielzo       | 1               | 0               | 0               | 0               | 1                     | 0                     | 0                     | 0                     | 2        | 0      | 0           | 0          |
| M. Solini        | 20              | 1               | 6               | 0               | 2                     | 0                     | 0                     | 0                     | 22       | 1      | 6           | 0          |
| A. Viapiana      | 20              | 4               | 4               | 0               | 2                     | 0                     | 0                     | 0                     | 22       | 4      | 4           | 0          |
| A. Zanchi        | 7               | 0               | 1               | 0               | -                     | -                     | -                     | -                     | 7        | 0      | 1           | 0          |
| P. Zanetti       | 24              | 1               | 7               | 0               | 3                     | 0                     | 0                     | 0                     | 27       | 1      | 7           | 0          |
| L. Zima          | 5               | -6              | 0               | 0               | -                     | -                     | -                     | -                     | 5        | -6     | 0           | 0          |

## Biblioteca
Mauro Del Bue, Una storia Reggiana, vol. IV, le partite, i personaggi, le vicende dalla serie A al centenario, Tecnograf Reggio Emilia 2019, pp. 255–268.
Collegamenti esterni, Stagione 2013-2014, Una storia Reggiana, le partite, i personaggi, le vicende dalla serie A al centenario, (Vol. IV) pdf, https://www.tecnograf.biz/wordpress/wp-content/uploads/2020/01/2013-2014.pdf